# Distrito de Nishimuro
El distrito de Nishimuro (西牟婁郡 Nishimuro-gun?) es un distrito localizado en la prefectura de Wakayama, Japón. En junio de 2019 tenía una población estimada de 39.276 habitantes y una densidad de población de 90,7 personas por km². Su área total es de 432,8 km².

## Localidades
- Kamitonda
- Shirahama
- Susami